# 백정기
백정기(白貞基, 1896년 1월 19일 ∼ 1934년 6월 5일)는 전북 부안 출신의 일제강점기 아나키스트 계열의 독립운동가이다. 호는 구파(鷗波)이다.

## 생애
1896년 1월 19일 전북 부안군 동진면 하장리(현재 부안읍 신운리)에서 장남으로 출생하였다. 1902년 7세때 정읍군 영원면 갈선리(현재 영원면 은선리)로 이사하여 이곳에서 성장했다. 한문을 공부, 19세 때 큰 뜻을 품고 서울로 올라왔다. 1919년 3·1 운동이 일어나자 독립선언문과 전단을 가지고 고향에 내려가 항일운동을 이끌었다. 1919년 8월부터 일본인 및 일본 군사시설에 대한 공격 활동에 참여했다. 3.1운동이 있었던 그해에는 서울·인천 등의 군사시설 파괴를 시도하다가 실패해, 2년 뒤 일제 경찰에 붙들렸다. 다행히 이때는 가짜 이름과 주소를 둘러댄 뒤 방면됐다.
그 후 각지를 몰래 다니며 독립운동자금을 마련하여 1924년에는 일본에 침투해 하야카와수력발전소 공사장 파괴를 시도하다가 발각돼 베이징으로 돌아갔다.
또 1924년 일본 천황을 암살하려고 도쿄에 갔으나 실패하였다. 같은 해 조선무정부주의자연맹 설립에 관여했다. 1924년 상하이로 가서 우당 이회영, 화암 정현섭, 우근 유자명, 회관 이을규, 우관 이정규 등과 함께 재중국 무정부주의자연맹을 결성하는 데 참가하여, 조선 대표로 출석하였다고 우관문존년보에 기록되어 있다. 그리고 기관지인 정의공보를 비밀리에 발행하였는데, 그 잡지는 현재 전해지지 않는다. 민족주의나 공산주의 계열이 아닌 아나키스트의 입장에서 독립투쟁을 전개했던 것이다.
폐결핵으로 사경을 헤매었으나 유자명 등 여러 아나키스트 동지로부터 후원을 받아 1929년부터 1930년까지 약 1년간 공동병실에서 요양생활을 하여 완치되었다.
1932년 상하이에서 자유혁명자연맹을 조직하여 흑색공포단(BTP)으로 개칭하고, 조직을 강화하여 대일투쟁을 전개하였다.
4월 29일 윤봉길 의사의 훙커우 공원 폭탄투척 사건 당시에 구파 의사도 동일한 시도를 준비했었으나 입장권을 구하지 못해 실패하였다.
1933년 3월 상하이 훙커우(虹口)에서 정현섭, 원심창, 이강훈 등의 아나키스트 동지들과 중국 주재 일본 공사 아리요시 아키라(有吉明)를 암살하려고 모의하다가 육삼정(六三亭)에서 체포되었다. 유명한 육삼정 의거다.
백정기와 원심창·이강훈은 1933년 3월 17일 중국주재 일본공사 아리요시 아키라가 중·일 양국의 정계·군부 요인들과 함께 상하이의 일본 요정인 육삼정(六三亭)에서 연회를 벌인다는 첩보를 입수했다. 이 행사장에 타격을 가할 목적으로 이들은 연회장 습격 계획을 수립했다. 그런 뒤 현장에 가서 준비를 완료했다. 하지만 습격 직전에 역습을 받아 현장에서 체포됐다.
당시 상해 일본 총영사 보고문에서 일본 경찰의 세밀한 사전 체포계획이 세워진 것으로 추정컨대 아마 의거가 사전에 누군가에게 누설되었을 가능성이 높다. 이후 나가사키로 이송되어 나가사키 법원에서 백정기 의사와 원심창은 무기징역을, 이강훈은 징역 15년 형을 언도받았다. 백정기 의사는 구마모토 현 구마모토 형무소에서 복역하던 중 1934년 6월 5일에 지병으로 옥사한다.

## 사후

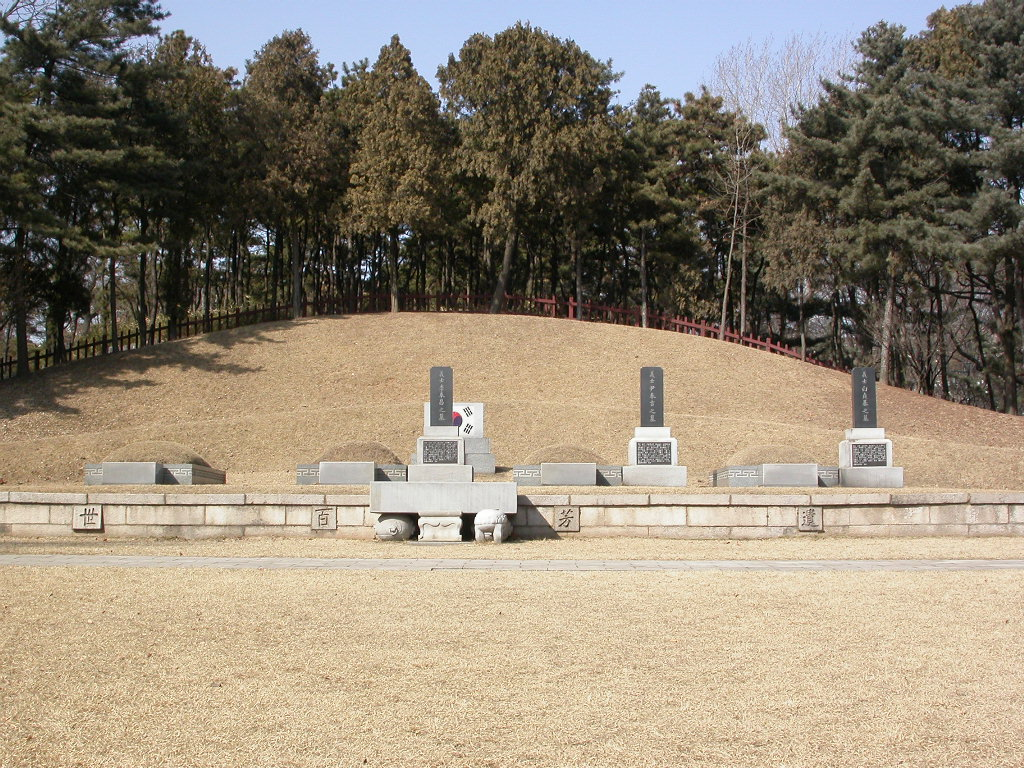
효창공원 삼의사의 묘

한국 현대사에서 최초의 국민장은 이른바 삼의사 장례식이다. 1946년 박열, 이강훈 등 아나키스트계 독립 운동가들이 3의사 유골 수습을 촉구하여 '3의사국민장봉장위원회'를 발족하고 이봉창, 윤봉길, 백정기 세 의사의 유골을 일본으로부터 회수하여 7월 6일 국민장을 실시하였고, 현재 효창원 3의사 묘역에 안장되어 있다. 1946년 7월 7일 자 <동아일보> 등에 보도된 것처럼 실제로는 백정기·이봉창·윤봉길 세 의사의 장례식이 최초의 국민장이다. 그해 7월 6일 거행된 이 국민장은 미군정청 자문기관인 남조선대한국민대표민주의원(민주의원)의 발의로 서울 효창공원에서 거행된 거족적 장례식이다. 5만 명이 장례식에 참석했을 뿐 아니라, 수많은 사람들이 조기 게양이나 휴업 또는 부조금 갹출 등으로 애도를 표시했다. 남한 정치세력들도 이날만큼은 좌우의 입장 차를 버리고 거족적 행사에 동참했다.
대한민국 정부는 그의 공헌을 기리기 위해 1963년 건국훈장 독립장을 추서하였다.
국가보훈처가 발간한 <독립유공자 공훈록>은 그의 활동을 이렇게 소개한다. 아래의 '남화'는 남중국이다.
1925년 상하이에서 재중국 무정부주의자연맹에 가입하였으며, 7월에는 상하이에서 총파업운동이 일어나자 남화(南華)청년 아나키스트연맹과 연락하고 노동운동을 전개하여 10여 만의 대(大)노동 조직을 만들고 노동운동으로써 혁명운동이 되도록 지도할 목적으로 한때 철 공장의 직공 생활까지 하였다."
1927년 가을 난징·상하이 등지의 한·중 양국의 동지를 규합하여 푸젠성 췐저우에서 민남 25현 민단편련처라는 농민자위군을 조직하여 3500의 대오를 편성하고 공산군과 지방 토비(군벌)에 대한 수호 및 농민자치운동을 전개하였다."
현재 그의 고향인 전라북도 정읍에 기념관이 건립되어 있다. 정읍시에서 29번 도로를 따라 15km정도 북쪽으로 올라간 위치에 있다.

## 관련 서적
- 윤명숙, 《대한영웅전 1》 (국가보훈처, 1995)

## 관련 문화재
- 구파백정기의사고택지 (전라북도 기념물 제103호)

## 같이 보기
| - 아나키즘 - 의열단 - 남화한인연맹 - 정화암 - 김성숙 - 김산 - 이회영 - 김진익 - 백관수 - 김규식 - 김원봉 | - 효창공원 - 삼의사 - 김철수 - 윤봉길 - 이봉창 - 김구 - 김성수 - 안중근 - 유자명 |

## 백정기를 연기한 배우들
- 권오중 《자유인 이회영》2010년 KBS 드라마

## 참조
1. 1 2 3 4 5 6  국민문화연구소 (2004). 《항일 혁명가 구파 백정기 의사》. 국민문화연구소 출판부. ISBN 89-955355-0-4.
2. ↑  한국민족운동사학회 (2003). 《일제하 아나키즘운동의 전개》. 국학자료원. ISBN 89-541-0149-6.
3. ↑  “이봉창·윤봉길과 어깨 나란히 했던 그 남자, 왜 잊혔을까”. 오마이뉴스. 2019.06.05.
4. ↑  “항일운동가 원심창선생과 상해육삼정의거를 기억하자”. 2014년 8월 8일에 원본 문서에서 보존된 문서. 2009년 10월 9일에 확인함.
5. ↑  이문창 (2008). 《해방공간의 아나키스트》. 이학사. ISBN 89-6147-118-X.